# Dominique Martin
Dominique Martin (* 1. Oktober 1961 in Scionzier) ist ein französischer Politiker der Front National.

## Leben
Seit 2014 ist Martin Abgeordneter im Europäischen Parlament. Dort ist er Mitglied im Ausschuss für Beschäftigung und soziale Angelegenheiten und in der Delegation im Ausschuss für parlamentarische Kooperation EU-Moldau.